# Paleontologie

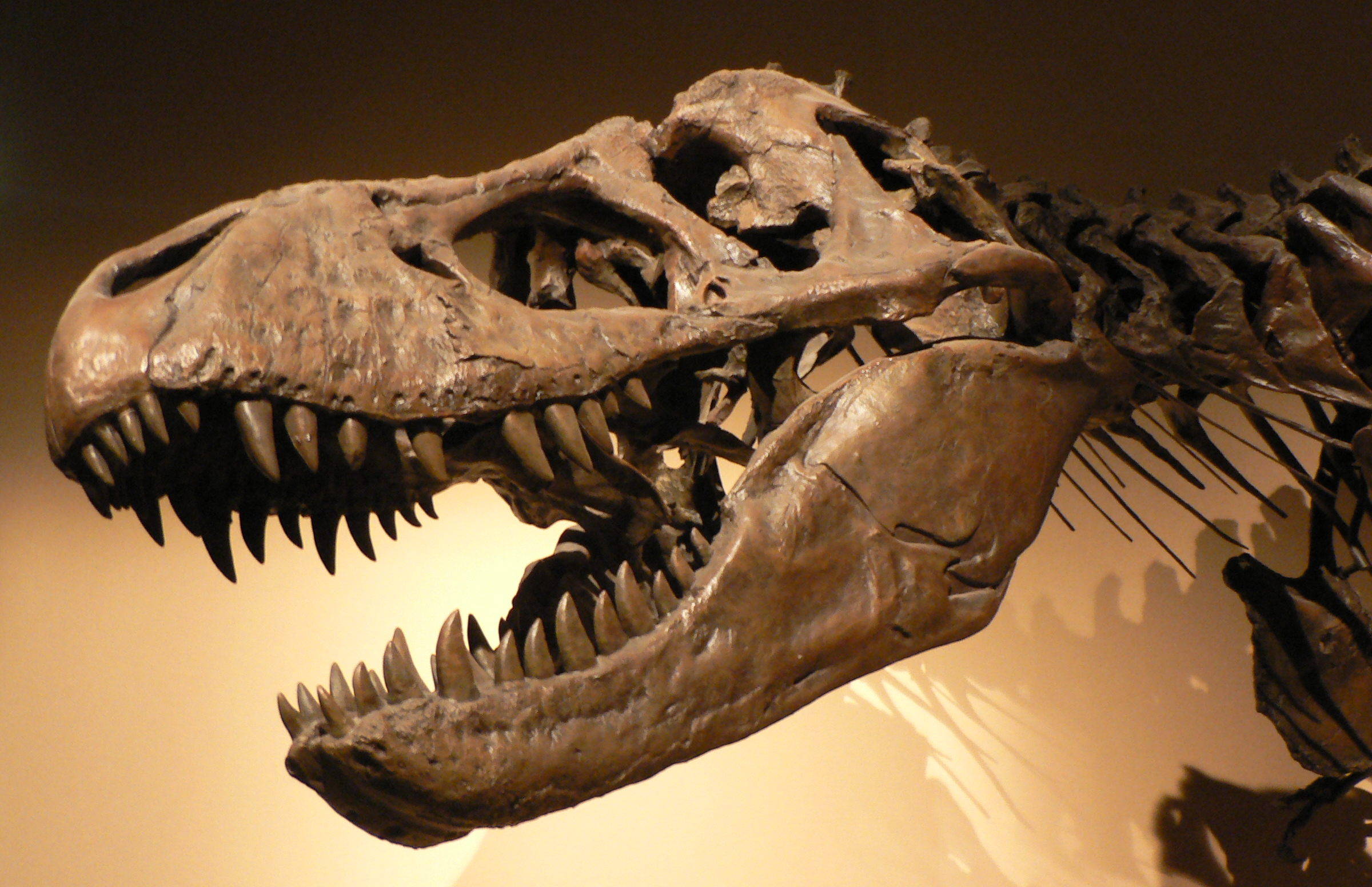
Lebka dravého dinosaura druhu Tyrannosaurus rex

Paleontologie (řecky: παλαιός palaios stáří) je věda o životě v minulých geologických obdobích. Jejím účelem je studie vývoje života na Zemi, pravěkých rostlin a živočichů na základě fosilních záznamů, které se dochovaly v horninách, ale například také v černém uhlí, jako zkameněliny. Tento vědní obor zkoumá život a jeho vývoj od nejstarších počátků, sahajících až do doby kolem 4 miliard let před současností.

## Přehled
Moderní paleontologie zasazuje starodávný život do svého kontextu tím, že studuje dlouhodobé fyzikální změny geografie („paleogeografie“) a klimatu („paleoklimatologie“) na evoluci života. Tedy, jak ekosystémy reagovaly na tyto změny a jak poté změnily své prostředí a také jak tyto vzájemné odezvy jednoho na druhé změnily dnešní vzorky biodiverzity. Tedy paleontologie se překrývá s geologií, studující horniny a geologické formace, ale také s botanikou, biologií, zoologií a ekologií. U těchto oborů se překrývá především studiemi života dávných tvorů a studií jejich vzájemného chování.
Paleontologie se dělí na tyto vědní obory: paleobotanika (rostliny), paleozoologie (živočichové) a mikropaleontologie (mikrofosilie). Paleontologové se také mohou specializovat na paleontologii bezobratlých anebo na paleontologii obratlovců, která se zaobírá zkamenělinami, které mají kosti, včetně kostí hominidů (tímto oborem se zabývá paleoantropologie). Mikropaleontologové se zabývají mikroskopickými zkamenělinami, včetně buněk s organickou membránou, které také studuje palynologie.
Vyvíjí se také mnoho specializovaných oborů, jako například paleoekologie, paleobotanika, ichnologie (studuje stopy a doupata) a tafonomie, která zkoumá, co se děje s organismem, jakmile zemře. Výzkum fosilních stop vyhynulých organismů může prozradit množství informací o jejich sociálním životě a způsobech chování.

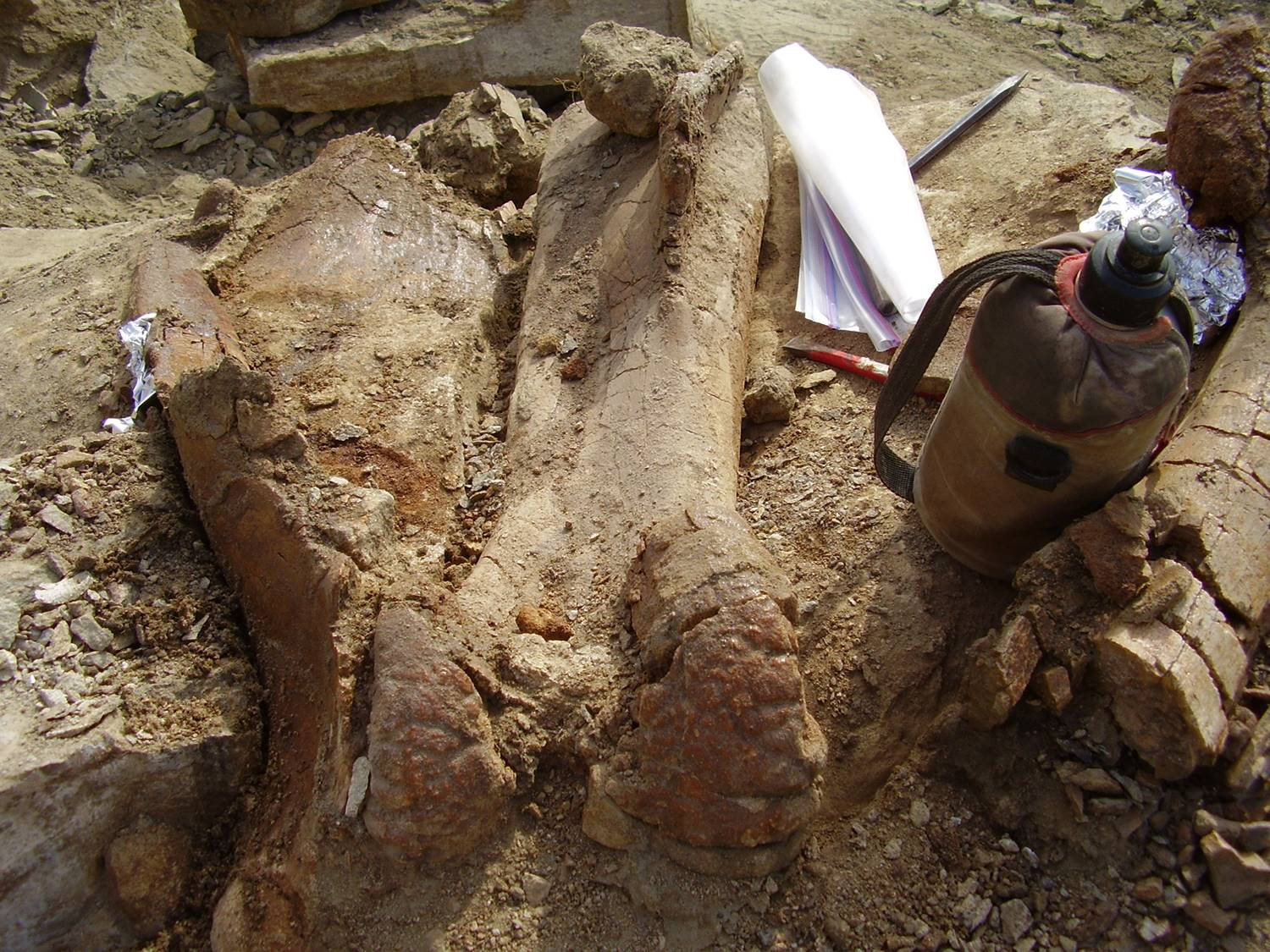
Paleontologický výzkum na lokalitě – fosilní kosti velkého kachnozobého dinosaura edmontosaura, objevené ve východní Montaně (souvrství Hell Creek)

Většina studií zahrnuje porovnávání zemského vrásnění s jeho geologickým stářím a studii evoluce živočichů. Paleontologie využívá to samé biologické názvosloví, které již zavedl v 18. století Švédský vědec Carl Linné a zařazuje tyto vymřelé druhy do genealogických rámců, které ukazují jejich stupně provázanosti. Některá vědecká jména vyhynulých skupin organismů se časem dostala i do populární kultury, ať už se jedná o trilobity, amonity, mamuty nebo dinosaury.
Hlavní ekonomická úloha paleontologie je v použití fosílií zejména vůdčích, aby bylo možné určit stáří a povahu hornin, které je obsahují, nebo stáří vrstev hornin nad nebo pod těmito zkamenělinami. Tato informace je důležitá pro těžařské společnosti, obzvláště pak pro naftařský průmysl. Jednoduchý pohled na zkamenělinu v hornině je jeden z nejrychlejších a nejjednodušších způsobů, jak určit stáří dané horniny. V některých případech jsou horniny lehce radioaktivní, což může představovat způsob, jak některé fosilie lokalizovat (například nodosaurid Animantarx ramaljonesi).
Oborem, který se díky paleontologickému výzkumu značně rozvinul, je tzv. paleoart, neboli paleo-umění. Jedná se o oblast výtvarné činnosti, zaměřené na rekonstrukci podoby pravěkých ekosystémů a tehdejších organismů. Z významných osobností tohoto oboru lze jmenovat například i českého výtvarníka Zdeňka Buriana.

## Dějiny oboru
Fosilie znal a aktivně vyhledával už pračlověk a občas je správně identifikoval jako pozůstatky dávných živočichů. Zejména fosilie mamutů, srstnatých nosorožců a jeskynních medvědů stály často za vznikem legend o dracích, obrech a dalších bájných bytostech. Podobné legendy, související patrně s náhodnými objevy zkamenělin pleistocenních savců i dalších živočichů známe také z českých dějin. Mnohé fosilie byly v průběhu předvědecké éry člověkem považovány za zlá znamení nebo hmotné pozůstatky činnosti nadpřirozených bytostí. V některých případech možná posloužily objevy zkamenělin (v tomto případě fosilní otisky stop jurských dinosaurů) k jakýmsi okultním rituálům a staly se poutním místem či občasným shromaždištěm obyvatel oblastí výskytu těchto fosilií (příkladem je obec Kontrewers v Polsku, kde byly objeveny domnělé „stopy čerta“, ve skutečnosti ovšem tříprsté otisky stop ptakopánvých dinosaurů z ichnorodu Moyenisauropus).
Organizovaná paleontologie na vědeckých základech je známa až od konce 18. století. Mezi historicky nejstarší stále přístupné fosilie patří lebka nosorožce srstnatého z Rakouska, uložená ve sbírce v Klagenfurtu již roku 1335, a fosilie třetihorního stromu z Jáchymova, objevená roku 1557. Paleontologie se rozvíjela i za světových válek, ačkoliv v průběhu té první byla její historie poměrně kuriózní, neboť docházelo například ke krádežím fosilií v podobě válečné kořisti a výsledky vědy byly zneužívány propagandou na obou stranách. První známý fosilní plaz (permský protorosaur) byl objeven u německého městečka Kupfersuhl v měděném dole v roce 1706. Vědecky byl tento nález popsán jako „kamenný krokodýl“ v roce 1710.

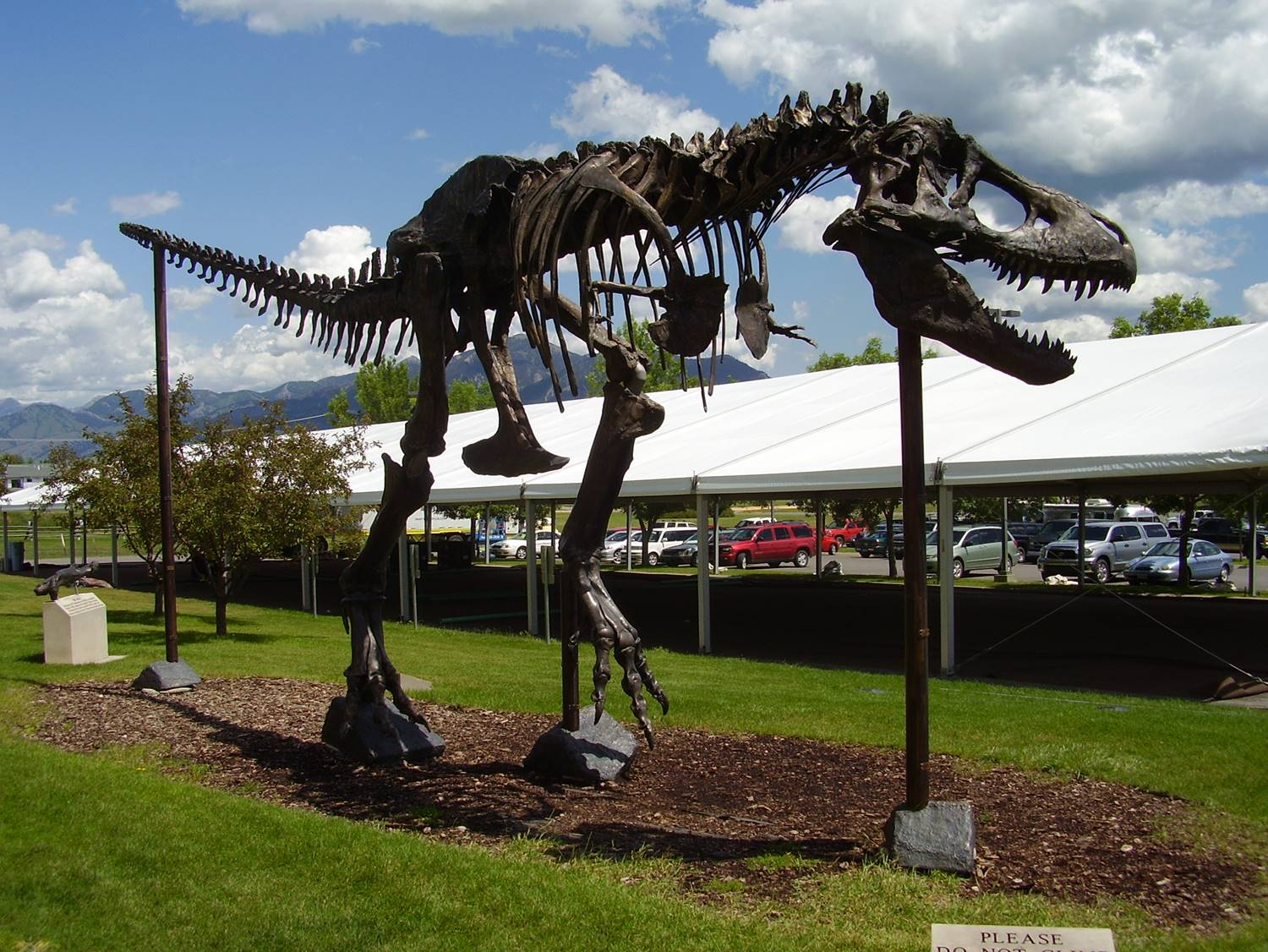
Bronzová replika kostry tyranosaura před paleontologickou institucí Museum of the Rockies v Bozemanu (Montana, USA).

Slavnou epizodou jsou také "lživé kameny" (Lügensteine) německého profesora Johanna Beringera (1726), která veřejně ukázala nesmyslnost víry v magickou tvořivou moc přírody, vytvářející dle tehdejších představ samovolně zkameněliny.
Mezi nejvýznamnější osobnosti paleontologie v jejích počátcích patří francouzský inženýr působící v Čechách Joachim Barrande, další Francouz, profesor Georges Cuvier, britský reverend a profesor William Buckland, švýcarský vědec Louis Agassiz nebo třeba britská amatérská sběratelka fosilií Mary Anningová.
V průběhu 21. století již vývoj nových metod výzkumu umožnil ze skvěle dochovaných fosilií izolovat například i původní organické molekuly, a to i z fosilií druhohorních dinosaurů (například ze 68 milionů let staré zkameněliny druhu Tyrannosaurus rex, získané ze sedimentů geologického souvrství Hell Creek.
V budoucnosti by se nedílnou součástí paleontologického výzkumu měla stát také umělá inteligence.

## Významní paleontologové
Paleontologové jsou známi jako velmi excentrické postavy v historii vědy. Mezi důležité postavy paleontologie patří Angličan William Smith který jako první zaznamenal, že stejné zkameněliny se našly v daném regionu, a zakladatel srovnávací anatomie Georges Cuvier, který inicioval počátek studií dávných živočichů založenou na studii těch žijících. Důležité americké postavy jsou: Edward Drinker Cope, Othniel Charles Marsh, Alfred S. Romer, Paul Sereno, Henry Fairfield Osborn, Louis Agassiz, Charles Walcott a Roy Chapman Andrews. Mezi důležitými evropskými paleontology se sluší vyjmenovat tyto: britská sběratelka fosilií Mary Anningová, Němec Friedrich von Huene, švédsky mluvící Fin Björn Kurtén nebo česká paleontoložka Jarmila Kukalová-Peck. Franz Nopcsa von Felsö-Szilvás je často oceňován jako zakladatel paleobiologie, oboru, který zkoumá biologické a ekologické funkce, které mohou být dedukovány ze zkamenělin. Významných jmen je však podstatně více.
Historie zahrnuje ohromný počet amatérských paleontologů i mezi lidmi jiných profesí. Už Charles Darwin sbíral zkameněliny jihoamerických savců během své cesty na lodi Beagle a zkoumal zkamenělé lesy v Patagonii.
Thomas Jefferson se velmi zajímal o mamutí kosti. Mimo pozorování zubů savců a vykopávek tučňáků sehrál George Gaylord Simpson velkou roli ve spojení ideologií biologie, paleontologie a genetiky a pomohl tak vytvořit „Moderní syntézu“ evoluční biologie. Jeho kniha Tempo a režim („Tempo and Mode“) je klasikou tohoto oboru.
Důležitá jména v paleontologii bezobratlých jsou: Steven Stanley, Stephen Jay Gould, David Raup, Geerat Vermeij, a Jack Sepkoski, který se hodně zapříčinil o to, abychom rozšířili své povědomí o dlouhodobých vzorcích vývoje života na Zemi. Stejný je případ s řeckým vědcem Dragutin Gorjanovic-Krambergerem a jeho objevem „Krapinského muže“.

## Kontroverze
Ve 21. století patří k největším problémům paleontologie černý trh s cennými fosiliemi (zejména dinosauřími), které jsou získávány především v odlehlých oblastech Mongolska, Číny, Argentiny, Brazílie i jinde. Nově vyvinuté metody ale dokážou určit jejich původ, což může usnadnit vyšetřování. Cenné zkameněliny dinosaurů i jiných pravěkých obratlovců jsou také často předmětem dražeb a obchodování. Mnohdy jsou fosilie v aukcích a dražbách zakoupeny za velmi vysoké částky, a to až v řádu milionů dolarů. V roce 2020 byla takto například prodána fosilie druhu Tyrannosaurus rex (exempláře zvaného „Stan“) za téměř 32 milionů amerických dolarů.
Etické problémy se získáváním a nakládáním s fosiliemi řeší nový obor zvaný paleontoetika.
Kontroverzní problematikou se stává také domnělý kolonializmus, který v minulosti způsobil, že cenné fosilie byly ve velkém vyváženy z chudších zemí světa do bohatších, například z Mongolska a Číny do Evropy a USA, z Tanzanie, Brazílie a Argentiny do Německa, apod. Sílí proto tlak na „repatriaci“ některých fosilií, jako jsou dinosauří kostry z tanzanské lokality Tendaguru nebo kostra teropoda rodu Ubirajara.
Ačkoliv zejména v USA nejsou amatérští sběratelé fosilií příliš oceňováni, jejich role pro objevování často cenných a významných fosilií je nezastupitelná.